# Antonio Bardin
Antonio Bardin – brydżysta reprezentujący San Marino i Włochy.

## Wyniki brydżowe

### Olimpiady
Na olimpiadach uzyskał następujące rezultaty:
| Olimpiady brydżowe. Zawody teamów | Olimpiady brydżowe. Zawody teamów | Olimpiady brydżowe. Zawody teamów | Olimpiady brydżowe. Zawody teamów | Olimpiady brydżowe. Zawody teamów | Olimpiady brydżowe. Zawody teamów |
| Rok                               | Miejsce                           | Zawody                            | Kategoria                         | Drużyna                           | Pozycja                           |
| --------------------------------- | --------------------------------- | --------------------------------- | --------------------------------- | --------------------------------- | --------------------------------- |
| 2000                              | Maastricht                        | 11. Olimpiada Brydżowa            | Seniorzy                          | San Marino                        | 18                                |

### Zawody europejskie
W europejskich zawodach zdobył następujące lokaty:
| Zawody europejskie. Konkurencja teamów | Zawody europejskie. Konkurencja teamów | Zawody europejskie. Konkurencja teamów | Zawody europejskie. Konkurencja teamów | Zawody europejskie. Konkurencja teamów | Zawody europejskie. Konkurencja teamów |
| Rok                                    | Miejsce                                | Zawody                                 | Kategoria                              | Drużyna                                | Pozycja                                |
| -------------------------------------- | -------------------------------------- | -------------------------------------- | -------------------------------------- | -------------------------------------- | -------------------------------------- |
| 2013                                   | Ostenda                                | 6. Otwarte Mistrzostwa Europy          | Seniorzy                               | Bardin                                 | 3                                      |
| 2003                                   | Mentona                                | 1. Otwarte Mistrzostwa Europy          | Seniorzy                               | Resta                                  | 21                                     |
| 2001                                   | Teneryfa                               | 45. Mistrzostwa Europy Teamów          | Seniorzy                               | Italy 1                                | 7                                      |

| Zawody europejskie. Konkurencja par | Zawody europejskie. Konkurencja par | Zawody europejskie. Konkurencja par | Zawody europejskie. Konkurencja par | Zawody europejskie. Konkurencja par | Zawody europejskie. Konkurencja par |
| Rok                                 | Miejsce                             | Zawody                              | Kategoria                           | Partner                             | Pozycja                             |
| ----------------------------------- | ----------------------------------- | ----------------------------------- | ----------------------------------- | ----------------------------------- | ----------------------------------- |
| 2003                                | Mentona                             | 1. Otwarte Mistrzostwa Europy       | Seniorzy                            | Paolo Barzaghi                      | 61                                  |

## Klasyfikacja
- Antonio Bardin – klasyfikacja WBF (ang.)
- Antonio Bardin – klasyfikacja EBL (ang.)